# Lissonotus bisignatus
Lissonotus bisignatus är en skalbaggsart som beskrevs av Dupont 1836. Lissonotus bisignatus ingår i släktet Lissonotus och familjen långhorningar. Inga underarter finns listade i Catalogue of Life.